# Isabelle de Bragance (1402-1465)
Pour les articles homonymes, voir Barcelos (homonymie) et Isabelle de Bragance.
Isabelle de Bragance (ou Isabelle de Barcelos), née en octobre 1402 à Barcelos au Portugal et morte le 26 octobre 1465 à Arévalo en Espagne, est une noble portugaise.

## Biographie
Elle est la fille du premier duc de Bragance Alphonse Ier de Bragance et de sa femme Béatrice Pereira, fille héritière de Nuno Álvares Pereira, le Saint Connétable de Portugal, comte d'Ourém, d'Arraiolos et de Barcelos. 
Elle épouse en 1424 son oncle Jean de Portugal.
De cette union naissent :
- Diogo, infant de Portugal, dit Jacques de Portugal (mort en 1443). Quatrième connétable de Portugal, onzième maître de l'Ordre Militaire portugaise de Saint Jacques. Célibataire.
- Isabelle de Beja, qui épousa en 1447 Jean II de Castille et fut la mère d'Isabelle la Catholique.
- Béatrice de Portugal (1430-1506) (pt: Dona Beatriz, Infanta de Portugal), qui épousa en 1452 Ferdinand, Infant de Portugal, duc de Viseu et de Beja, fils adoptif et héritier de l'infant Henri le Navigateur (postérité). Elle fut la mère de Manuel Ier de Portugal, le Fortuné.
- Philippa, infante de Portugal Célibataire.